# Stary Cmentarz Żydowski w Norymberdze
Stary Cmentarz Żydowski w Norymberdze jest jedną z dwóch żydowskich nekropolii w mieście a zarazem najstarszą z nich.

## Źródła
- Strona Gminy Wyznaniowej Żydowskiej w Norymberdze. ikg-nuernberg.de. [zarchiwizowane z tego adresu (2018-01-06)].